# Rovnag Abdullayev
Rovnag Ibrahim oglu Abdullayev (en azerí: Rövnəq İbrahim oğlu Abdullayev; Najicheván, 3 de abril de 1965) es viceministro de Economía de la República de Azerbaiyán, expresidente de la Compañía Estatal Petrolífera de la República de Azerbaiyán, presidente de la Asociación de Federaciones de Fútbol de Azerbaiyán.

## Biografía
Rovnag Abdullayev nació el 3 de abril de 1965 en la ciudad de Najicheván. 
En 1989 se graduó de la Facultad de Ingeniería Industrial y Civil de la Universidad Estatal de Moscú. Desde 1989 empezó a trabajar en distintos puestos. El 31 de marzo de 2003 fue nombrado director de la Refinería de Retróleo de Bakú.
Desde 2004 hasta 2008 fue presidente del club de fútbol de Azerbaiyán, Neftchi Baku PFK. Desde 2008 es presidente de la Asociación de Federaciones de Fútbol de Azerbaiyán.
El 10 de febrero de 2022, por orden del presidente, Ilham Aliyev, fue nombrado viceministro de Economía de Azerbaiyán.